# Alice Stewart Ker
Alice Stewart Ker   (Banffshire, 2 de desembre de 1853 - Londres, 20 de març de 1943) o Alice Jane Shannan Ker, membre del Reial Col·legi de Metges d'Irlanda, va ser una metgessa, educadora sanitària i sufragista escocesa. Va ser la tretzena dona inscrita al registre de l'Associació Mèdica Britànica.

## Biografia
Alice Jane Shannan Ker va néixer el 2 de desembre de 1853 a Deskford, Banffshire, Escòcia. Era la filla gran dels nou fills de Margaret Millar Stevenson (1826-1900), filla de James Cochran Stevenson, diputat liberal de South Shields, i el reverend William Turnbull Ker (1824-1885), ministre de l'Església Lliure. A l'edat de 18 anys, es va traslladar a Edimburg per a estudiar "Classes universitàries per a dames" entre les quals hi havia anatomia i fisiologia. Mentre era a Edimburg, va conèixer a Sophia Jex-Blake, qui feia campanya perquè la Universitat concedís títols mèdics a les dones. Quan la universitat va rebutjar la petició de Jex-Blake, Ker va deixar Edimburg per a completar la seva formació mèdica a Irlanda, on va obtenir la seva llicenciatura del King and Queen's College of Physicians of Ireland.

## Carrera professional
Després de completar la seva formació, va tornar a Edimburg i va compartir pràctica amb Jex-Blake durant un any. Va ser la tretzena dona registrada com a metgessa a Gran Bretanya.
Més endavant, Ker va continuar els seus estudis durant un any a Berna, Suïssa, finançats per les seves ties activistes Flora i Louisa Stevenson. Quan va tornar a Gran Bretanya, va treballar com a cirurgiana interna en el Children's Hospital de Birmingham, i des d'allà es va convertir en metgessa general a Leeds. En 1887, va tornar a Edimburg i va treballar com a metgessa independent. Va fer llavors els exàmens conjunts del Royal College of Surgeons, sent una de les dues úniques dones en aquest any a aprovar els exàmens finals.
Es va casar amb el seu cosí, Edward Stewart Ker (1839–1907), el 1888 i es van mudar a Birkenhead. Van tenir dues filles, Margaret Louise (nascuda en 1892) i Mary Dunlop (nascuda en 1896); el seu fill va morir durant la infància. Exercia la medicina a Birkenhead, on era l'única metgessa en l'àrea. Va tenir èxit i va assumir moltes obligacions addicionals, ja que es va convertir en la funcionària mèdica del personal femení que treballava en l'oficina de correus, així com en la funcionària mèdica honoraria del Wirral Hospital for Sick Children, el Wirral Lying-In Hospital, el Birkenhead Rescue Home i les Escoles lliures de Caledònia a Liverpool. També va donar xerrades i conferències a dones de classe treballadora a Manchester sobre temes de sexualitat, control de la natalitat i maternitat. Aquestes xerrades es van publicar a l'obra de 1891, Motherhood: A Book for Every Woman.

### Moviment sufragista
El 1893, Ker es va involucrar en la Birkenhead and Wirral Women's Suffrage Society i, després de la mort del seu marit el 1907, el seu interès pel sufragi femení es va convertir en una prioritat cada vegada més gran per a ella. Es va convertir en presidenta de la Societat de Sufragi local, però, considerant-la massa moderada, el 1907, juntament amb Alice Morrissey, es va unir a la Unió Social i Política de Dones (WSPU), més progressista. Ker va treballar amb Ada Flatman, que era emprada de WSPU. Flatman i Patricia Woodlock van organitzar la botiga de la WSPU, que va recaptar fons substancials per a la causa.
Al març de 1912, va ser empresonada després de ser una de les 200 dones que van trencar finestres en els grans magatzems Harrods, una acció organitzada per la Unió Social i Política de Dones. Va ser alimentada per força mentre era a la presó de Holloway i, com a resultat, va ser alliberada per problemes de salut abans de completar la seva sentència de dos mesos. Va escriure poesia mentre estava a la presó, contribuint als "Holloway Jingles", una col·lecció publicada per la branca de Glasgow de la Unió Social i Política de Dones. En Holloway, va ser cosignatària de The Suffragette Handkerchief. Va rebre una Medalla de Vaga de Fam del lideratge de la WSPU. Ker encara treballava com a metgessa, però li van demanar que abandonés l'hospital. Es va traslladar a Liverpool, on va escriure a les seves dues filles perquè busquessin a Patricia Woodlock i oferissin els seus serveis a la causa del dret al vot de les dones. De fet, Margaret va seguir els passos de la seva mare, i al novembre de 1912 va ser condemnada a tres mesos de presó per col·locar una "substància perillosa" en una bústia de correus a Liverpool.
La seva mare es va unir amb Patricia Woodlock i Isabel Buxton, a les Sufragistes Unides de Pethick-Lawrence, i posteriorment es va unir a la Lliga Internacional de Dones per la Pau i la Llibertat, adoptant una línia pacifista durant la Primera Guerra Mundial. Va treballar a Londres fins i durant la Segona Guerra Mundial.
Ker era vegetariana i anti-viviseccionista. Va morir el 20 de març de 1943.

## Treballs seleccionats
- 1891, Motherhood: A Book for Every Woman